# Craspedosis laticlava
Craspedosis laticlava är en fjärilsart som beskrevs av Rothschild 1915. Craspedosis laticlava ingår i släktet Craspedosis och familjen mätare. Inga underarter finns listade i Catalogue of Life.